# Roletto
Roletto (piemontiul: Rolèj, okcitánul: Roulèi) egy olasz község Piemont régióban, Torino megyében. Pinerolo, Frossasco és Cantalupa községekkel határos. 1927-ben egyesítették Frossascoval, majd 1947-től ismét önállóvá vált.

## Elhelyezkedés
A Muretto-hegy lábainál, a Noce-völgyben fekszik. Átfolyik rajta a Rio Torto, a Chisola egyik mellékfolyója.